# 34225 Fridberg
34225 Fridberg è un asteroide della fascia principale. Scoperto nel 2000, presenta un'orbita caratterizzata da un semiasse maggiore pari a 2,3798850 au e da un'eccentricità di 0,1604365, inclinata di 4,95258° rispetto all'eclittica.